# Matilda De Angelis
Pour les articles homonymes, voir De Angelis.
Matilda De Angelis, née le 11 septembre 1995 à Bologne, est une actrice et chanteuse italienne.

## Biographie
Matilda De Angelis naît à Bologne en 1995. Durant sa jeunesse, elle étudie la guitare et le violon et compose des chansons. A l'âge de dix-sept ans, elle devient la chanteuse du groupe Rumba De Bodas. Ensemble, ils sortent un album en 2014, Karnaval Fou.
Comme actrice, elle débute en 2015 à la télévision dans la série italienne Tutto può succedere de Lucio Pellegrini (it), le remake italien de la série américaine Parenthood elle-même inspirée par la comédie Portrait craché d'une famille modèle (Parenthood) réalisée par Ron Howard en 1989. Elle y joue le rôle d'Ambra, une jeune fille en perpétuel conflit avec sa mère, Sara, jouée par Maya Sansa. Dans cette série, son frère Tobia De Angelis interprète le rôle de Dennis, le second enfant de la famille.
En 2016, elle débute au cinéma dans le drame Veloce come il vento de Matteo Rovere. Dans ce film librement inspiré par la vie du pilote de rallye Carlo Capone, elle y joue le rôle d'une jeune pilote qui doit après la mort de son père lutter pour sauver ce qu'il reste de sa famille de l'endettement et de l'expulsion. Pour ce faire, elle doit remporter le championnat GT et faire équipe avec son frère, Loris (Stefano Accorsi), un ancien espoir tombé dans la drogue. Pour ce rôle, elle reçoit notamment le prix Guglielmo Biraghi et le prix Flaiano de la meilleure actrice débutante, ainsi qu'une nomination au David di Donatello de la meilleure actrice.
La même année, elle apparaît dans le clip du single Tutto qui accade du groupe pop italien Negramaro avec l'acteur Alessandro Borghi.
En 2017, elle tient un rôle secondaire dans le drame Una famiglia de Sebastiano Riso aux côtés de Micaela Ramazzotti et Patrick Bruel et un autre rôle secondaire dans la comédie Il premio de et avec Alessandro Gassman. L'année suivante, elle tient le premier rôle du drame Youtopia de Bernardo Carboni, avec pour partenaires Donatella Finocchiaro, Alessandro Haber et Pamela Villoresi. Elle partage également l'affiche de la comédie Una vita spericolata de Marco Ponti (it) avec Lorenzo Richelmy et Eugenio Franceschini (it).
En 2023, elle tient le rôle principal de la mini-série Netflix La legge di Lidia Poët et en 2024 elle tient le rôle principal du spin off italien de Citadel, Citadel : Diana pour le service d'Amazon : Prime Vidéo.

## Filmographie

### Au cinéma
- 2016 : Veloce come il vento de Matteo Rovere
- 2017 : Una famiglia de Sebastiano Riso
- 2017 : Il premio d'Alessandro Gassman
- 2018 : Youtopia de Bernardo Carboni
- 2018 : Una vita spericolata de Marco Ponti (it)
- 2020 : Der göttliche Andere de Jan Schomburg (de)
- 2020 : L'Incroyable Histoire de l'Île de la Rose (L'incredibile storia dell'Isola delle Rose) de Sydney Sibilia (it)
- 2021 : Un dragon en forme de nuage (Il materiale emotivo) de Sergio Castellitto : Albertine
- 2021 : Atlas de Niccolò Castelli
- 2022 : Braquer Mussolini (Rapiniamo il duce) de Renato De Maria : Gianna "Yvonne" Ascari
- 2025 : Fuori de Mario Martone : Roberta
- 2025 : Dracula de Luc Besson : Maria

### À la télévision

#### Séries télévisées
- 2015 - 2016 : Tutto può succedere de Lucio Pellegrini (it) et Alessandro Angelini
- 2020 : The Undoing
- 2021 : Leonardo
- 2023 : La legge di Lidia Poët
- 2024 : Citadel : Diana : Diana Cavalieri

#### Clips musicaux
- 2016 : Tutto qui accade de Negramaro
- 2017 : Elephant and Castle d'OAK
- 2018 : Felicità puttana de Thegiornalisti

## Discographie

### Album
- 2014 : Karnaval Fou (avec Rumba De Bodas)

### Singles
- 2016 : Domani (pour la série Tutto può succedere)
- 2016 : Mai Dire (pour la série Tutto può succedere)
- 2016 : Seventeen (pour le film Veloce come il vento)
- 2016 : Shut Up (avec Empatee du Weiss)

## Distinctions
- Pour Veloce come il vento :
  - Prix Guglielmo Biraghi en 2016,
  - Prix Flaiano de la meilleure actrice débutante en 2016.
  - Révélation féminine de l'année 2016 au festival du film de Taormine.
  - Nomination au David di Donatello de la meilleure actrice en 2017.
- Pour L'Incroyable Histoire de l'Île de la Rose
  - David di Donatello 2021 : Meilleure actrice dans un second rôle